# Urocynchramus pylzowi
Az Urocynchramus pylzowi a verébalakúak (Passeriformes) rendjén belül az Urocynchramidae családba és az Urocynchramus nembe tartozó egyetlen faj.

## Rendszerezése
A fajt és a nemet is Nikolai Przhevalsky orosz biológus írta le 1876-ban. A  családot pedig Janusz Domaniewski 1918-ban. 

## Előfordulása
Kína területén honos. A természetes élőhelye hegyi mérsékelt övi erdők és cserjések. Állandó, nem vonuló faj.

## Megjelenése
Testhossza 15,5-16,5 centiméter.

## Életmódja
Kevésbé ismert, valószínűleg kisebb magvakkal táplálkozik.

## Természetvédelmi helyzete
Az elterjedési rendkívül területe nagy, egyedszáma stabil. A Természetvédelmi Világszövetség Vörös listáján nem fenyegetett fajként szerepel.